# Courtney Pine
Courtney Pine (Londen, 18 maart 1964) is een Britse jazzmuzikant (saxofoon, klarinet, basklarinet, dwarsfluit, keyboards).

## Biografie
Courtney Pine maakte al met het verschijnen van zijn debuutalbum Journey to the Urge Within grote indruk in het Londense jazzcircuit. Met zijn energieke spel bereikt Pine een grote fanschare. Een van zijn specialiteiten is de circulaire ademhaling, een ademhalingstechniek waarbij de ademhaling tijdens het spel gebeurt zonder dat het geluid wordt onderbroken. Hijzelf noemt als voorbeeld Sonny Rollins, echter kan men op zijn album Modern Day Jazz Stories ook invloeden herkennen van John Coltrane. 
Pine werd in Midden-Europa aanvankelijk bekend tijdens tournees van Harry Beckett en Chris McGregor. Hij is geen purist, maar een flexibele muzikant, die succesvol traditionele jazzspeelwijze verbindt met eigentijdse stijlen als drum-'n-bass en garage house. Tijdens zijn concerten bevinden zich naast de klassieke band ook deejays en soundprogrammeurs op het podium. Op het thema purisme zei Pine tijdens een concert in 1998 in Nijmegen inhoudelijk: "Dit is 1998, niet 1948, daarom spelen we de jazz zoals men in 1998 muziek maakt en niet meer zoals het was in 1948".
Desondanks zijn de vroege platen van Courtney Pine (zoals bij vele jonge saxofonisten) vast verankerd in de mainstream-speelwijze en het repertoire bestaat voor het grootste deel uit jazzstandards. Een afgetekende ommekeer is met Modern Day Jazz Stories te noteren. Hier worden voor de eerste keer deejays, MC's en omvangrijke samplings en andere elektronische technieken gebruikt. De latere opnamen van Pine (en remixen daarvan) zijn ook in de clubs te horen. Pine is bovendien als gast te horen bij jazz-fusion-producties, zoals Jazzmatazz.

## Onderscheidingen
Courtney Pine kreeg in 2004 het eredoctoraat van de University of Westminster en in 2010 een verdere van de University of Southampton.

## Discografie
- 1986: Courtney Pine – Journey to the Urge Within
- 1990: Courtney Pine – The Vision’s Tale
- 1990: Trevor Jones & Courtney Pine – Angel Heart (filmmuziek)
- 1990: Courtney Pine – Destiny's Song + Image of Pursuance
- 1991: Courtney Pine – Within the Realms of Our Dream
- 1992: Courtney Pine – Closer to Home
- 1993: Courtney Pine – To the Eyes of Creation
- 1993: Jazzmatazz – Vol. I
- 1996: Courtney Pine – Modern Day Jazz Stories
- 1996: Jazzmatazz – The New Reality
- 1997: Courtney Pine – Underground
- 1998: Various Artists – Another Story (remixen van Courtney Pine-originelen, u. a. 4hero
- 2000: Courtney Pine – Back in the Day
- 2004: Courtney Pine – Devotion
- 2005: Courtney Pine – Resistance
- 2017: Courtney Pine – Black Notes from the Deep